# Clara Mannes
Clara Mannes, geb. Damrosch (* 12. Dezember 1869 in Breslau; † 16. März 1948 in New York City) war eine deutsche Pianistin und Musikpädagogin.

## Leben
Die Tochter des Dirigenten Leopold Damrosch und Schwester von Walter und Frank Damrosch kam mit ihrer Familie 1872 nach New York, wo sie ersten Klavierunterricht erhielt. Sie studierte in Dresden Klavier bei Hermann Scholtz und Musiktheorie bei Johannes Schreyer. 1897 nahm sie Unterricht bei Ferruccio Busoni in Berlin.
1898 heiratete sie den Geiger David Mannes, mit dem sie bis Mitte der 1920er Jahre in den USA als Mannes Duo auftrat. 1916 eröffnete sie mit ihrem Mann die Mannes School of Music. Hier betreute sie bis zu ihrem Tode die Abteilung für Ensemblespiel und unterrichtete Kammermusik. 
Nach dem Tod von David und Clara Mannes übernahm ihr Sohn Leopold Damrosch Mannes die Leitung der Schule.